# Тупак Шакур
Вижте пояснителната страница за други личности с името Тупак.
Тупак Амару Шакур (на английски: Tupac Amaru Shakur, с рождено име Lesane Parish Crooks), известен още само като Тупак (стилизирано на английски: 2Pac), Пак (на английски: Pac) и Макавели (на английски: Makaveli), е прочут американски рапър, актьор, активист и поет.
По света са продадени над 120 милиона копия от неговите албуми, а в САЩ над 41 милиона копия. Списание „Ролинг Стоун“ го определя за 86-ия най-велик музикант на всички времена. Голяма част от работата на Шакур е за справяне със съвременни социални проблеми, които тормозят вътрешните градове, и той често е смятан за символ на активизъм срещу неравенството.

## Биография
Тупак е роден на 16 юни 1971 г. в Манхатън, квартал на Ню Йорк, но се премества в Балтимор, Мериленд през 1984 г. и след това в залива на Сан Франциско през 1988 г. Премества се в Лос Анджелис през 1993 г., за да продължи музикалната си кариера. Когато издава дебютния си албум 2Pacalypse Now през 1991 г., той се превръща в централна фигура на хип-хопа на Западното крайбрежие, представяйки социалните проблеми в жанра по времето, когато рапът е бил доминиращ в мейнстрийма. Шакур постигна допълнителен критичен и търговски успех с последващите си албуми Strictly 4 My NIGGAZ .. (1993) и Me Against the World (1995).
През 1995 г. Шакур излежава осем месеца в затвора по обвинения в сексуално насилие, но е освободен, след като се е съгласил да подпише с лейбъла на Death Row Records. След освобождаването си Шакур се ангажира силно с нарастващото съперничество между Източното и Западното крайбрежие на хип-хопа. Албумът му с два диска All Eyez on Me (1996) е сертифициран Diamond от RIAA. На 7 септември 1996 г. Шакур е прострелян четири пъти от неизвестен нападател при стрелба в Лас Вегас, Невада. На 29 септември 2023 г. убиецът на Шакур е намерен - Дуейн Дейвис. Съперникът на Тупак, The Notorious BIG, първоначално е смятан за заподозрян поради публичната им вражда, но и той бива убит след шест месеца в Лос Анджелис, Калифорния. След смъртта му са издадени още пет албума.

## Дискография

### Студийни албуми
- 2Pacalypse Now (12 ноември 1991), платинен статут в САЩ);
- Strictly 4 My N.I.G.G.A.Z. (16 февруари 1993), платинен статут в САЩ;
- Thug Life: Thug Life Vol. 1 (26 септември 1994), с Thug Life, златен статут в САЩ;
- Me Against the World (27 февруари 1995), №1 в САЩ, 3 пъти платинен статут в САЩ;
- All Eyez On Me (13 февруари 1996), №1 в САЩ, 10 пъти платинен в САЩ.

#### Издадени посмъртно
- 2Pac: The Don Killuminati: 7 Day Theory – 5 ноември 1996;
- R U Still Down?(Remember Me) (двоен албум) – 16 декември 1997;
- 2Pac's Greatest Hits (двоен албум) – 24 ноември 1998;
- Still I Rise – 21 декември 1999;
- The Rose that Grew from Concrete – 17 октомври 2000;
- Until the End of Time – 27 март 2001;
- Better Dayz – 26 ноември 2002;
- Tupac: Resurrection (OST) – 12 ноември 2003;
- Loyal to the game – 14 декември 2004;
- The Rose, Vol. 2 – 20 септември 2005;
- Pac's Life – 21 ноември 2006.

### Албуми на живо
- 2Pac Live: Live – 6 август 2004
- Tupac: Live at the House of Blues – 3 октомври 2005

### Ремикс албуми
- Nu-Mixx Klazzics – 7 октомври 2003
- Rap Phenomenon II – 2003
- Nu-Mixx KLazzics Vol. 2 – 14 август 2007
- 2Pac – Legendary (SabiiMix)

### Сингли

#### Издадени приживе
- Same Song (заедно с Digital Underground) – 1990
- Brenda's Got a Baby (с участията на Dave Hollister и Roniece) – 20 октомври 1991;
- If My Homie Calls – 20 декември 1991;
- Trapped (с участието на Shock G) – 25 септември 1992;
- Holler If You Hear Me – 29 януари 1993;
- I Get Around (с участието на Digital Underground) – 10 юни 1993;
- Keep Ya Head Up (с участието на Dave Hollister) – 28 октомври 1993;
- Papa'z Song (с участието на The Wycked и Poppi) – 17 януари 1994;
- Pour Out a Little Liquor (заедно с Thug Life) – 23 август 1994;
- Cradle To The Grave (заедно с Thug Life) – 4 ноември 1994;
- What's Up With The Love (заедно с Digital Underground) – 1994;
- Me Against The World – 1995;
- Dear Mama – 21 февруари 1995;
- So Many Tears – 13 юни 1995;
- Shit Don't Stop (заедно с Thug Life и Y.N.V.) – 1995;
- How Long Will They Mourn Me (заедно с Thug Life) – 27 юни 1995;
- Temptations – 29 август 1995;
- California Love (с участието на Dr. Dre и Roger Troutman) – 28 декември 1995;
- 2 of Amerikaz Most Wanted (с участието на Snoop Dogg) – 7 май 1996;
- How Do U Want It (с участието на K-Ci и JoJo) – 4 юни 1996;
- Hit 'Em Up (заедно с The Outlawz) – 4 юни 1996;
- All Bout U (с участието на The Outlawz, Dru Down, Nate Dogg и Snoop Dogg – 13 август 1996;
- Life Goes On (с участието на Stacey Smallie и Nanci Fletcher) – 11 септември 1996;

#### Издадени посмъртно
- I Ain't Mad At Cha (с участието на Danny Boy) – 15 септември 1996;
- To Live And Die In LA (с участието на Val Young) – 26 септември 1996;
- Toss It Up (с участията на K-Ci и JoJo, Aaron Hall и Danny Boy) – 26 септември 1996;
- Hail Mary  (заедно с The Outlawz и Prince Ital Joe) – 11 февруари 1997;
- Wanted Dead or Alive (със Snoop Doggy Dogg) – 16 май 1997;
- Made Niggaz (заедно с The Outlawz) – 1997;
- I Wonder If Heaven Got A Ghetto – 10 юли 1997;
- Do For Love(с участието на Eric Williams от Blackstreet) – 3 септември 1997;
- Runnin – (с участието на The Notorious B.I.G., Dramacydal, Buju Banton и Stretch) – 1998;
- Changes (с участието на Talent) – 13 октомври 1998;
- All About U (Remix) (с участията на Dru Down, Nate Dogg и Top Dogg) – 1998;
- Unconditional Love (с участието на Ebony Foster) – 26 януари 1999;
- Baby Don't Cry (заедно с The Outlawz и H.E.A.T.) – 28 октомври 1999;
- Who Do U Believe In (с участието на Yaki Kadafi, Big Pimpin' Delemond и Nanci Fletcher) – 1 ноември 1999;
- Until The End Of Time (с участията на R.L. Huggar и Anthem) – 18 февруари 2001;
- Letter 2 My Unborn (с участията на Anthem и Tena Jonas) – 5 юни 2001;
- Thug Nature (с участието на J.Valentine) – 2001
- Thugz Mansion – 17 октомври 2002;
- Still Ballin' (с участието на Trick Daddy) – 21 май 2002;
- Runnin' (Dying To Live) (с участието на The Notorious B.I.G.) – 3 септември 2003;
- One Day At A Time (Em's Version) (с участията на Еминем и The Outlawz) – 22 март 2004;
- Thugs Get Lonely Too (с участието на Nate Dogg) – 23 септември 2004;
- Ghetto Gospel (с участието на Елтън Джон) – 21 януари 2005;
- Untouchable (Swizz Beatz Remix) (с участието на Bone Thugs-n-Harmony) – 28 февруари 2006;
- Pac's Life (с участията на L.T. Hutton, Ashanti и T.I.) – 21 октомври 2006;
- Dear Mama Part 1 (с участието на Еминем) – 2006;
- Resist The Temptation (с участието на Amel Larriex) – 2007;
- Playa Cardz Right (с участието на Keyshia Cole) – 21 октомври 2008;
- Baby Dont Cry (Remix) (с участието на Ciara и The Outlawz)

## Филмография
Има участия в 11 филма:
- Nothing But Trouble (1991) – с Деми Мур;
- Juice (1992);
- Poetic Justice (1993) – с Джанет Джаксън;
- Above The Rim (1994);
- Bullet (1996) – с Мики Рурк;
- Rhyme & Reason (1997) с Dr. Dre, Puff Daddy и Ice-T;
- Gridlock'd (1997) – с Тим Рот;
- Gang Related (1997) – с Джеймс Белуши;
- Biggie & Tupac (2002);
- Tupac: Resurrection (2003);
- All Eyez On Me (2017);

## Поезия
- The Rose That grew From Concrete (1999);
- Inside a Thuges Heart (2004).